# Sveti Petar (Mošćenička Draga)
Sveti Petar (olaszul: San Pietro) falu Horvátországban, Tengermellék-Hegyvidék megyében. Közigazgatásilag Mošćenička Dragához tartozik.

## Fekvése
Fiume központjától 19 km-re délnyugatra, községközpontjától 2 km-re északnyugatra a Tengermelléken, az Isztriai-félsziget északkeleti részén, az Učka-hegység lejtőin fekszik. Több településrészből áll, melyek közül Podtrebišća és Podmaj megőrizte a népi építészeti emlékeit.

## Története
A település nevét Szent Péternek szentelt templomáról kapta. A templom középkori eredetű, az írásos források szerint már 1456-ban állt.
1880-ban 63, 1910-ben 85 lakosa volt. Az első világháború után az Olasz Királyság szerezte meg ezt a területet, majd az olaszok háborúból kilépése után 1943-ban német megszállás alá került. 1945 után a területet Jugoszláviához csatolták, majd ennek széthullása után a független Horvátország része lett. 2001-ben a falunak 223 lakosa volt.

## Lakosság
| Lakosság változása | Lakosság változása | Lakosság változása | Lakosság változása | Lakosság változása | Lakosság változása | Lakosság változása | Lakosság változása | Lakosság változása | Lakosság változása | Lakosság változása | Lakosság változása | Lakosság változása | Lakosság változása | Lakosság változása | Lakosság változása |
| ------------------ | ------------------ | ------------------ | ------------------ | ------------------ | ------------------ | ------------------ | ------------------ | ------------------ | ------------------ | ------------------ | ------------------ | ------------------ | ------------------ | ------------------ | ------------------ |
| 1857               | 1869               | 1880               | 1890               | 1900               | 1910               | 1921               | 1931               | 1948               | 1953               | 1961               | 1971               | 1981               | 1991               | 2001               | 2011               |
| 0                  | 0                  | 63                 | 95                 | 69                 | 85                 | 0                  | 0                  | 113                | 102                | 102                | 122                | 151                | 202                | 223                | 0                  |

## Nevezetességei
- Szent Péter apostol tiszteletére szentelt temploma középkori eredetű, többször átépítették. A bejáratnál található szenteltvíz tartójába a glagolita írással "1573. decembra sagrajeno" (1573 decemberében épült) felirat van bevésve.[4] A templom azonban a történeti források szerint sokkal régebbi, a 15. század közepén már bizonyosan állt. Közelében remetelak maradványai láthatók.
- Trebišća településrészen középkori híd és malom romjai találhatók.